# 切爾沃內 (羅姆內區)
50°52′15″N 33°34′12″E / 50.87083°N 33.57000°E
切爾沃內（烏克蘭語：Червоне）是位於烏克蘭東北部的村莊，由蘇梅州羅姆內區的赫梅利夫市鎮負責管轄。該村處於赫梅利夫卡河左岸，分別距離巴西夫卡1公里和索洛杜希2公里，海拔高度173米，2001年人口145。